# Lukács Erzsébet
Lukács Erzsébet (Budapest, 1966. július 17. –) magyar énekesnő.

## Életpályája
Budapesten született, 1966. július 17-én. A XV. kerületi Rädda Barnen utcai Zenei Általános Iskolába járt, hegedülni tanult. Eredeti szakmája: fodrász. A Dallos Ida Ipari Szakmunkásképző Intézetben végzett 1983-ban. A Gárdonyi Géza Szakmunkások Szakközépiskolájában érettségizett. 
A Váci utcai fodrászüzletben dolgozott fodrásztanulóként, ahol gyakran megfordult dr. Erdős Péter a Neoton Família menedzsere is, aki Pál Éva 1983-as távozása után az újonnan felálló vokálba énekesnőket keresett. A zenekar tagjai Jakab Györgynél hallgatták meg és így került be a Neoton Família csapatába. A vokálban kezdetben Stefanidu Janula állt mellette a színpadon, akit gyermeke megszületése után Juhász Mari váltott és akivel 1984-től 1989-ig dolgoztak együtt. Juhász Mari távozása után Schäffer Edina volt a társa a vokálban és a színpadon. Énekelni Sík Olgánál tanult. 1990-ben a Neoton ketté bomlása után megvált a csapattól, szólistaként folytatta. Még abban az évben elkészült nagylemeze a Proton kiadónál: Várok Rád címmel, amelynek dalait Menyhárt János, Demjén Ferenc, Závodi Gábor, Lerch István, Mándoki László, Holló József, Enyedi Ernő és Lukács Erzsi írták. Énekelte a Rock Színházban Bella szerepét a Légy jó mindhalálig című darabban, készített karikatúrákat.

## Önálló albuma
- Lukács Erzsi – Várok Rád (Proton – MC 0003 ― 1990)